# Калиманция
Калиманция (лат. Kalimantsia bulgarica) — вымершее млекопитающее семейства халикотериевых. Останки найдены в окрестностях села Калиманци в Болгарии, Благоевградская область. Представляют собой часть черепа с верхней челюстью, хранятся в палеонтологическом музее Асеновграда.
Окаменелость была надена в 1972 году Димитром Ковачевым (в то время — учитель биологии, позже — сотрудник палеонтологического музея), вместе с останками других животных гиппарионовой фауны турольской эпохи (поздний миоцен): лошадиных, оленей, хищников и других. Находка долгое время не была классифицирована, пока в 2001 году Николай Спасов (Национальный естественнонаучный музей при БАН) и Denis Geraads (Франция) не описали по ней новый вид.
От других халикотериевых калиманция отличалась более короткой мордой. Череп — куполообразный, напоминающий черепа пахицефалозавров. Возможно, самцы сражались друг с другом, сталкиваясь головами. Зубы — длинные, низкие и хорошо приспособленные для пережёвывания листьев. Длина тела оценивается приблизительно в 3 метра.